# Madapura, Honnali
Madapura là một làng thuộc tehsil Honnali, huyện Davanagere, bang Karnataka, Ấn Độ.